# Morpho augustinae
Morpho augustinae är en fjärilsart som beskrevs av Le Cerf 1925. Morpho augustinae ingår i släktet Morpho och familjen praktfjärilar. Inga underarter finns listade i Catalogue of Life.